# Разгури
Разгури (словен. Razguri, итал. Rasguri) је насељено место у општини Сежана, Обално-крашка регија, Словенија.

## Историја
До територијалне реорганизације у Словенији били су у саставу старе општине Сежана.

## Становништво
У попису становништва из 2011. године, Разгури су имали 38 становника.
| Број становника према пописима | Број становника према пописима | Број становника према пописима |
| ------------------------------ | ------------------------------ | ------------------------------ |
| 1991                           | 2002                           | 2011                           |
| 36                             | 30                             | 38                             |

Напомена: Године 1995. увећан за део насеља Врабче.

## Галерија
- бара
- камени бунар